# Хитрук Федір Савелійович
Федір Савелійович Хитрук (1 травня 1917, Твер — 3 грудня 2012, Москва) — російський режисер-мультиплікатор, художник і сценарист. Працював на кіностудії «Союзмультфільм» (1937–1984), де створив понад 200 стрічок («Історія одного злочину», «Канікули Боніфація», «Фільм, фільм, фільм!», «Вінні Пух» та інші). Автор сценарію українського мультфільму «Казка про царевича і трьох лікарів» (1963).
Народний артист СРСР (1991) і Росії (1977), лауреат Державної премії СРСР (1976, 1982).

## Біографія
Федір Савелійович Хитрук народився 1 травня 1917 в місті Твер. Його батько, Савелій Давидович Хитрук (1887–1983), учасник революційних подій 1905 року, після Жовтневої революції 1917 року працював в губернському виконкомі, потім був комісаром з продовольства, а в 1931 році від «Станкоекспорта» був з родиною відряджений до Німеччини для закупівлі обладнання. У 1931–1934 роках сім'я жила в Штутгарті і з 1932 року по 1933 рік Федір Хитрук навчався в Штутгартському художньо-ремісничому училищі.
У 1934–1936 роках він навчався в Художньому технікумі в Москві . У 1938 році закінчив Інститут підвищення кваліфікації художників-графіків (майстерня Миколи Вишеславцева).
Анімацією Федір Хитрук зацікавився після переглядів діснеївських мультфільмів на I Міжнародному кінофестивалі в Москві в 1935 році. Він зробив кілька спроб поступити в студію «Союзмультфільм», але всякий раз отримував відмову. Тільки в листопаді 1937 року Хитрук був прийнятий на посаду аніматора-стажиста в студію «Союзмультфільм», в якій пропрацював до 1941 року.
З 1941 року по 1947 рік Федір Хитрук був мобілізований до лав Збройних сил. Закінчивши курси військових перекладачів, під час Німецько-радянської війни він працював у штабі 3-го Українського фронту, потім командував взводом радіоперехоплення 17-ї повітряної армії. Після Перемоги в 1945 році, служив два роки в Берліні, працюючи перекладачем.
У 1948–1983 роках Федір Хитрук трудився на «Союзмультфільмі», з 1961 року як режисер. Першим мультфільмом, знятим Хитруком-режисером, був анімаційний фільм «Історія одного злочину» (1962) про шум від сусідів по будинку, який довів героя до замаху на вбивство. Як сценарист і режисер Федір Хитрук зняв мультфільми: «Топтижка» (1964), «Канікули Боніфація» (1965), «Фільм, фільм, фільм» (1968), «Лев і бик» (1983) та інші, що завоювали багато призів на різних міжнародних кінофестивалях. Велику популярність у російських глядачів здобули його три анімаційні стрічки про Вінні Пуха (1969–1972). Ці мультфільми високо оцінив Вольфганг Райтерманн, творець діснеївського «Вінні Пуха», зізнавшись, що фільми Хитрука йому подобаються більше, ніж власне творіння.
Анімаційний фільм Хитрука «Дарую тобі зірку» (1974) став переможцем Міжнародного Каннського кінофестивалю серед короткометражних стрічок в 1975 році.
Всього Федір Хитрук брав участь в зйомках близько 200 мультфільмів.
У 1980-х роках він обіймав посаду художнього керівника студії «Мульттелефільм».
У 1980–1988 роках Федір Хитрук був віце-президентом Міжнародної асоціації анімаційного кіно (ASIFA). У 1996–2000 роки — почесний президент Асоціації анімаційного кіно Росії. З 1995 року він є почесним президентом Міжнародного фестивалю анімаційних фільмів «Золота рибка».
У 1993 році разом з режисерами-аніматорами Едуардом Назаровим, Юрієм Норштейном та Андрієм Хржановським за підтримки Держкіно Росії Хитрук заснував студію «ШАР», що займається виробництвом анімаційних фільмів, професійною підготовкою режисерів і художників-аніматорів і консультаціями майстрів з усіх аспектів анімаційного виробництва.
У 1956–1981 роках Федір Хитрук навчав студентів на курсах художників-мультиплікаторів при кіностудії «Союзмультфільм».
З 1980 року по 2003 рік він викладав на Вищих курсах сценаристів і режисерів і був один з ініціаторів створення відділення з підготовки режисерів мультиплікації на цих курсах. У різні роки учнями Хитрука були Олександр Петров, Михайло Алдашин, Олексій Туркус, Оксана Черкасова, Олексій Караєв і багато інших.
Федір Хитрук — член Російської академії кіномистецтва «Ніка», автор мемуарів і багатьох статей про анімаційне кіно. Він є упорядником міжнародного словника анімаційних термінів.

### Відзнаки і нагороди
Федір Хитрук — Народний артист СРСР (1985), лауреат Державних премій СРСР (1976, 1982), Державної премії НДР з мистецтва (1972), премії президента РФ в області літератури і мистецтва. Нагороджений орденами Трудового Червоного Прапора (1971), Вітчизняної війни II ступеня (1988), «За заслуги перед Вітчизною» III ступеня (1998). У 2002 році він отримав спеціальний приз президента Росії «За видатний внесок у розвиток російського кіно» за 2001 рік.
Хитрук є лауреатом багатьох кінематографічних премій, серед них «Золотий Орел» (2002), «Ніка» (2007) в номінації «За видатний внесок у російський кінематограф».

### Особисте життя
Федір Хитрук був одружений першим шлюбом з Марією Мотрук (1916–1984), яка була постійним співробітником як художник-аніматор і асистент режисера на всіх авторських мультфільмах чоловіка.
Другим шлюбом режисер-аніматор одружений з Галиною Хитрук.
Син Федора Хитрука від першого шлюбу Андрій (1944 року народження) — кандидат мистецтвознавства, викладач фортепіано в Державному музичному коледжі імені Гнесіних, автор понад 100 статей і публікацій про музику і книги «11 поглядів на фортепіанне мистецтво».

## Фільмографія

### Режисер

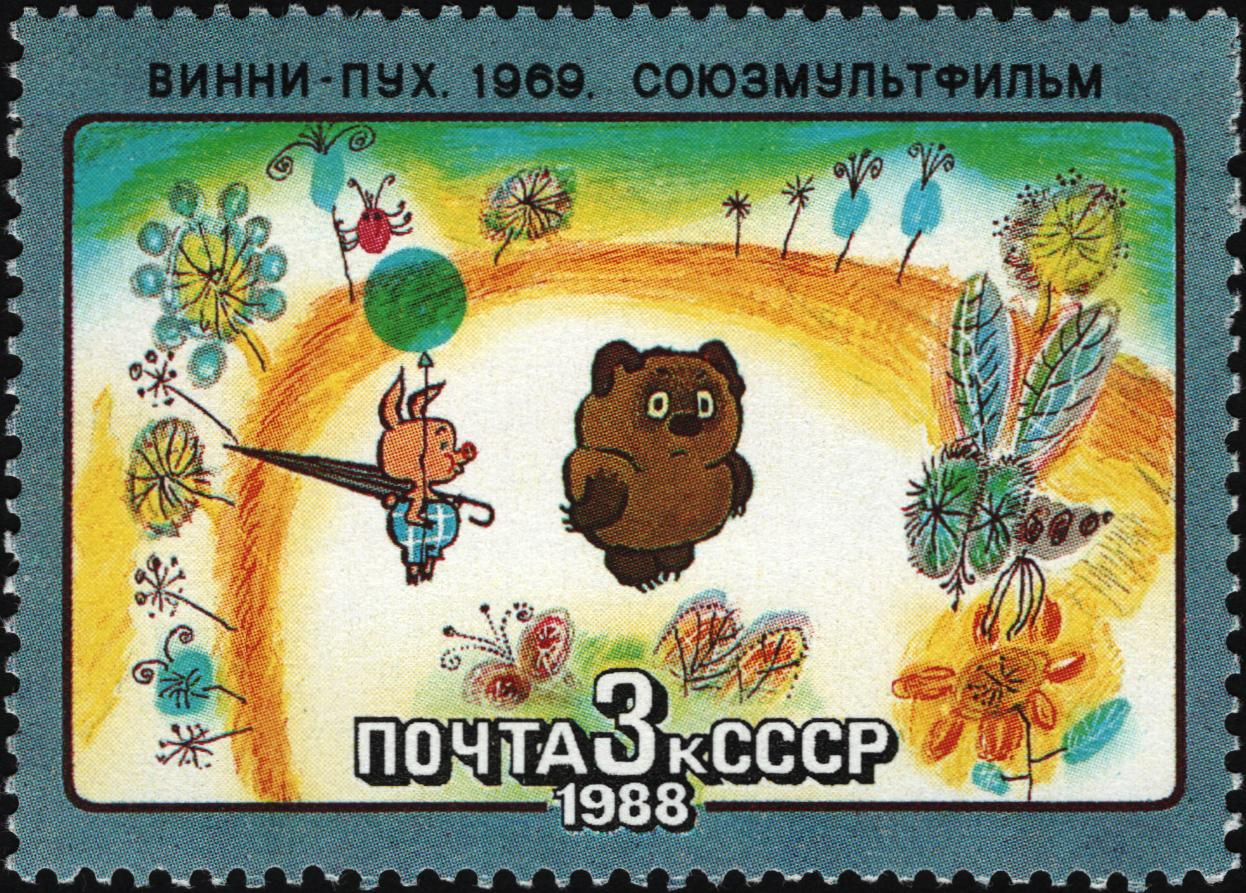
Поштова марка СРСР

- 1962 — История одного преступления
- 1964 — Топтыжка
- 1965 — Каникулы Бонифация
- 1966 — Человек в рамке
- 1967 — Отелло-67
- 1968 — Фильм, фильм, фильм
- 1969 — Винни-Пух
- 1970 — Юноша Фридрих Энгельс — совместно с В. В. Курчевским, Клаусом Георги, Катей Георги
- 1971 — Винни-Пух идёт в гости
- 1972 — Винни-Пух и день забот
- 1973 — Остров
- 1974 — Дарю тебе звезду
- 1976 — Икар и мудрецы
- 1982 — Олимпионики
- 1983 — Лев и Бык

### Сценарист
- 1964 — Топтыжка
- 1965 — Сказка о царевиче и трех лекарях
- 1966 — Человек в рамке
- 1967 — Отелло-67
- 1968 — Фильм, фильм, фильм — соавтор В. А. Голованов
- 1969 — Винни-Пух — соавтор Б. В. Заходер
- 1970 — Юноша Фридрих Энгельс — соавторы В. В. Курчевский, Клаус Георги, Катя Георги
- 1972 — Винни-Пух и день забот — соавтор Б. В. Заходер
- 1973 — Остров
- 1974 — Дарю тебе звезду — соавтор М. Л. Мотрук
- 1976 — Икар и мудрецы
- 1983 — Лев и Бык
- 1986 — Три новеллы

### Художник
- 1956 — Девочка в джунглях

### Художник-аніматор
- 1938 — Ивашко и Баба-яга
- 1938 — Охотник Фёдор
- 1938 — Сказка о добром Умаре
- 1938 — Дядя Стёпа
- 1940 — Медвежонок
- 1941 — Муха-Цокотуха
- 1943 — Сказка о царе Салтане
- 1948 — Волшебный ковёр
- 1948 — Охотничье ружьё
- 1948 — Серая Шейка
- 1948 — Слон и муравей
- 1948 — Федя Зайцев
- 1948 — Квітка-семибарвиця
- 1949 — Гуси-лебеди
- 1949 — Кукушка и скворец
- 1949 — Лев и заяц
- 1949 — Чудесный колокольчик
- 1949 — Скорая помощь
- 1950 — Волшебный клад
- 1950 — Когда зажигаются ёлки
- 1950 — Крепыш
- 1950 — Лиса-строитель
- 1950 — Сказка о рыбаке и рыбке
- 1951 — Высокая горка
- 1951 — Друзья-товарищи
- 1951 — Лесные путешественники
- 1951 — Ночь перед Рождеством
- 1951 — Сказка о мертвой царевне и семи богатырях
- 1952 — Аленький цветочек
- 1952 — Валидуб
- 1952 — Каштанка
- 1952 — Сармико
- 1953 — Волшебный магазин
- 1953 — Ворона и лисица, кукушка и петух
- 1953 — Непослушный котёнок
- 1953 — Полёт на Луну
- 1953 — Храбрый Пак
- 1954 — Царевна-лягушка
- 1954 — Козёл-музыкант
- 1954 — На лесной эстраде
- 1954 — Опасная шалость
- 1954 — Оранжевое горлышко
- 1954 — Стрела улетает в сказку
- 1955 — Зачарований хлопчик
- 1955 — Необыкновенный матч
- 1955 — Горіховий прутик
- 1955 — Пес и Кот
- 1955 — Снеговик-почтовик (новогодняя сказка)
- 1955 — Стьопа-моряк
- 1955 — Храбрый заяц
- 1955 — Это что за птица?
- 1956 — Двенадцать месяцев
- 1956 — Девочка в джунглях
- 1956 — Приключения Мурзилки (Выпуск 1)
- 1956 — Старые знакомые
- 1957 — В некотором царстве
- 1957 — Знакомые картинки
- 1957 — Опять двойка
- 1957 — Снежная королева
- 1958 — Кошкин дом
- 1958 — Мальчик из Неаполя
- 1958 — Петя і Червона Шапочка
- 1958 — Сказ о Чапаеве
- 1958 — Таємниця далекого острова
- 1959 — Скоро буде дощ
- 1959 — Ровно в три пятнадцать
- 1959 — Пригоди Буратіно
- 1960 — Мурзилка на супутнику
- 1960 — Непьющий воробей. Сказка для взрослых
- 1960 — Разные колёса
- 1960 — Человечка нарисовал я
- 1961 — Большие неприятности
- 1961 — Ключ
- 1961 — Семейная хроника
- 1963 — Бабушкин козлик. Сказка для взрослых
- 1982 — Приключения волшебного глобуса, или Проделки ведьм

### Художній керівник
- 1984 — Кот в колпаке
- 1985 — Волчок
- 1995 — Аттракцион
- 2001 — Соседи

### Анімаційні частини неанімаційних фільмів
Режисер
- 1968 — Зигзаг удачи
- 1971 — «Болтун-„активист“». (Сюжет из киножурнала «Фитиль»": «Фитиль № 112») — совместно с Г. Сокольским.
- 1980 — О спорт, ты — мир! (документально-игровой)

Сценарист
- 1971 — «Болтун-„активист“». (Сюжет из киножурнала «Фитиль»: «Фитиль № 112») — соавтор А. М. Арканов.

Художник
- 1973 — «Любить человека»

### Зйомки в документальних фільмах
- 1997 — Анимация от А до Я
- 2004 — Союзмультфильм: Сказки и Были
- 2004 — Magia Russica
- 2005 — Фабрика чудес. Режиссёр-мультипликатор

## Виноски
1. 1 2 3  Khitruk, Feodor // Who's Who in Animated Cartoon: An International Guide to Film and Television's Award-Winning and Legendary Animators — NY: Hal Leonard LLC, 2006. — ISBN 978-1-55783-671-7
2. ↑  Person Profile // Internet Movie Database — 1990.
3. ↑  SNAC — 2010.
4. 1 2  Чеська національна авторитетна база даних
5. ↑  Школа-студия анимационного кино